# Neoplocaederus luristanicus
Neoplocaederus luristanicus är en skalbaggsart som först beskrevs av Holzschuh 1977.  Neoplocaederus luristanicus ingår i släktet Neoplocaederus och familjen långhorningar.
Artens utbredningsområde är Iran. Inga underarter finns listade i Catalogue of Life.